# برايان أ. نيكولز
برايان أ. نيكولز (بالإنجليزية: Brian A. Nichols)‏ هو دبلوماسي أمريكي، ولد في 1965.